# Johana Holandská
Johana Holandská (1315? – 1374) byla hraběnka, markraběnka a nakonec vévodkyně z Jülichu.

## Život
Narodila se jako třetí dcera hraběte Viléma III. Holandského a Johany, dcery Karla z Valois . V únoru 1324 se v Kolíně nad Rýnem konala dvojitá svatba, Johana byla provdána za hraběte Viléma V. z Jülichu a její sestra Markéta si vzala římského krále Ludvíka Bavora . Roku 1336 byl Vilém, díky příbuzenským svazkům důležitý vyjednávač anglického krále, povýšen Ludvíkem Bavorem na markraběte a konečně roku 1356 získal vévodský titul, kterého si příliš neužil. Roku 1361 Johana ovdověla a zemřela o třináct let později.